# Ligne de tramway 400
La ligne 400 est une ancienne ligne de tramway du Groupe de Mons-Borinage de la Société nationale des chemins de fer vicinaux (SNCV) qui a fonctionné entre le 14 juillet 1896 et le 30 octobre 1931.

## Histoire
La concession de la ligne est accordée le 20 juin 1895.
Elle est mise en service le 14 juillet 1896 en traction vapeur entre Boussu et le dépôt d'Erquennes (nouvelle section, capital 67), l'exploitation est assurée par la société anonyme des Chemins de fer vicinaux montois (CFVM). Le projet prévoit que la ligne soit prolongée jusqu'à Bavay dans le département du Nord en France, la concession est accordée mais l'extension ne sera jamais construite,.
Au cours de la Première Guerre mondiale en 1917, l'occupant allemand démonte un tiers des voies de la ligne, le trafic ne va reprendre qu'au cours de l'années 1919, une première fois entre Boussu Canal et Dour Trichères et le 6 décembre 1919 vers le dépôt d'Erquennes. La même année, la SNCV reprend à son compte l'exploitation de la ligne,.
Le 7 février 1931, la section du dépôt de Boussu à Dour Trichères est électrifiée et son exploitation est reprise par la ligne B prolongée à Dour Trichères sous l'indice D, la ligne est limitée à Dour Trichères et assure la correspondance de/vers Mons avec la ligne électrique sauf un à deux services de/vers Boussu Bois rue de l'Église,.
Le reste de la ligne est électrifié le 31 octobre 1931 et son service est repris par la ligne D prolongée au dépôt d'Erquennes sous l'indice F.

## Infrastructure

### Dépôts et stations
Boussu, Erquennes.

## Exploitation

### Horaires
Tableaux :
- 400 en 1931[5].